# Grabowo (Stettin)
Grabowo (deutsch Grabow) ist eine Ortslage in der Stadt Stettin in der Woiwodschaft Westpommern in Polen. Grabow bildete bis zur Eingemeindung nach Stettin im Jahre 1900 eine eigene Stadt.

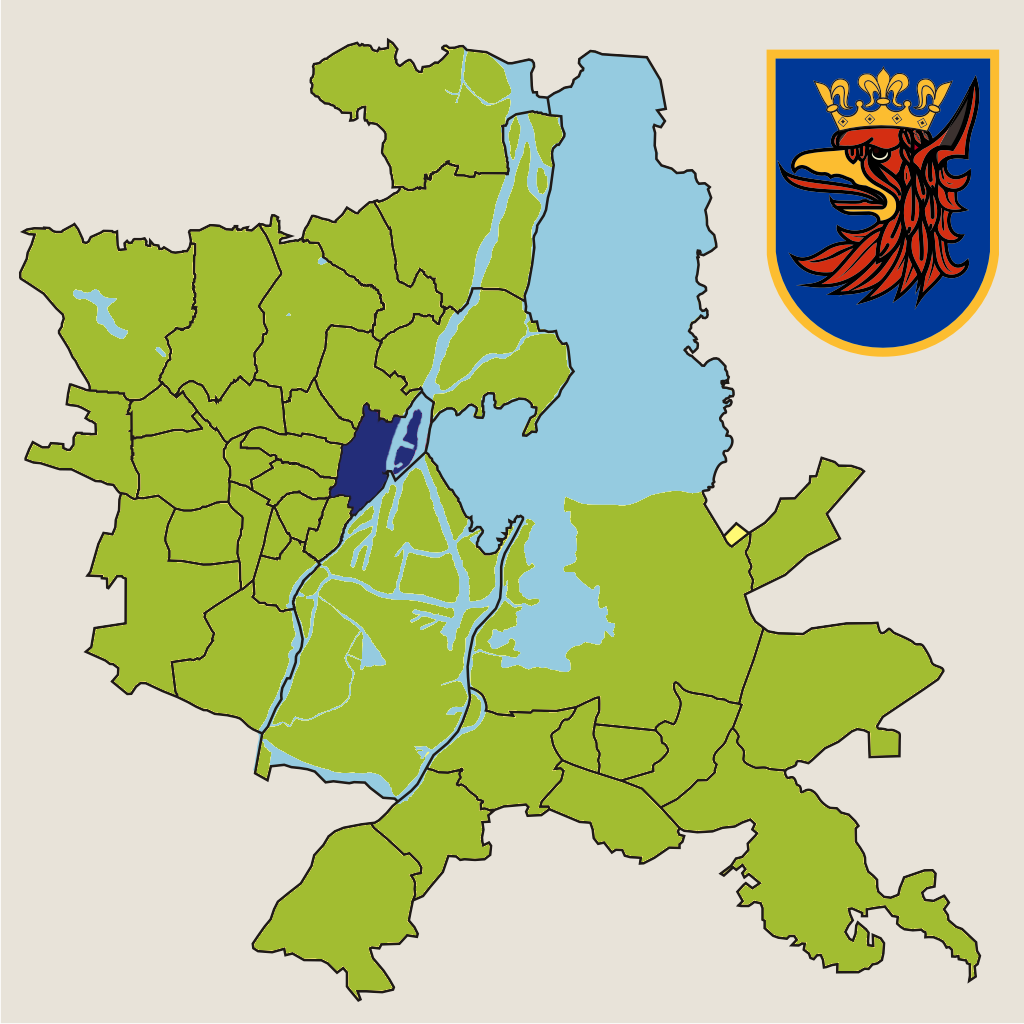
Stadtteil Drzetowo-Grabowo (Bredow-Grabow) in Stettin

## Geographische Lage
Grabow liegt in Pommern nördlich der Stettiner Altstadt am westlichen Ufer der Oder. Die benachbarten Stettiner Ortslagen sind im Westen Bolinko (Grünhof) und im Norden Drzetowo (Bredow).

## Verwaltungsstruktur
Grabowo bildet heute gemeinsam mit dem benachbarten Drzetowo (Bredow) den Stadtteil Drzetowo-Grabowo im Stadtbezirk Stadtmitte des Stadtkreises Stettin.

## Geschichte
Die erste Erwähnung des Ortes stammt aus dem Jahre 1243, als Herzogin Marianne von Pommern, Gemahlin von Herzog Barnim I., das Dorf Grabouu dem von ihr gestifteten Zisterzienserinnen-Kloster in Stettin schenkte. In zwei Urkunden, in denen Herzog Barnim I. ebenfalls im Jahre 1243 dem Kloster seinen Besitz bestätigte, werden die Ortsnamen Graboho und Grabwa verwendet. 1255 schenkte der Camminer Bischof Hermann von Gleichen dem Zisterzienserinnen-Kloster auch den Zehnten von Grabow. Für 1278 wird ein Weinberg in Grabow erwähnt; dies ist das älteste Zeugnis für Weinbau in Pommern.
Nach 1342 wurde das Dorf zum Teil wieder an den pommerschen Herzog verkauft. Herzog Barnim III. gründete 1360 in Grabow das Kartäuserkloster Gottesgnade. Nach der Reformation wurde das Kloster 1538 säkularisiert. Nachdem 1551 bei einem schweren Brand in Stettin unter anderem das Herzogsschloss zerstört worden war, verlegte Herzog Barnim IX. seine Residenz in die Räume des ehemaligen Kartäuserklosters und baute sie zum Schloss Oderburg aus. Herzog Barnim IX. behielt das Schloss, als er im 1569 im Vertrag von Jasenitz auf die Regierung verzichtete und lebte hier bis zu seinem Tode 1573. Später verfiel das Schloss und wurde 1677 im Nordischen Krieg endgültig abgebrochen.
Grabow liegt in dem Teil Pommerns, der nach dem Dreißigjährigen Krieg zunächst zu Schwedisch-Pommern gehörte und 1720 mit dem Frieden von Stockholm an Brandenburg kam.

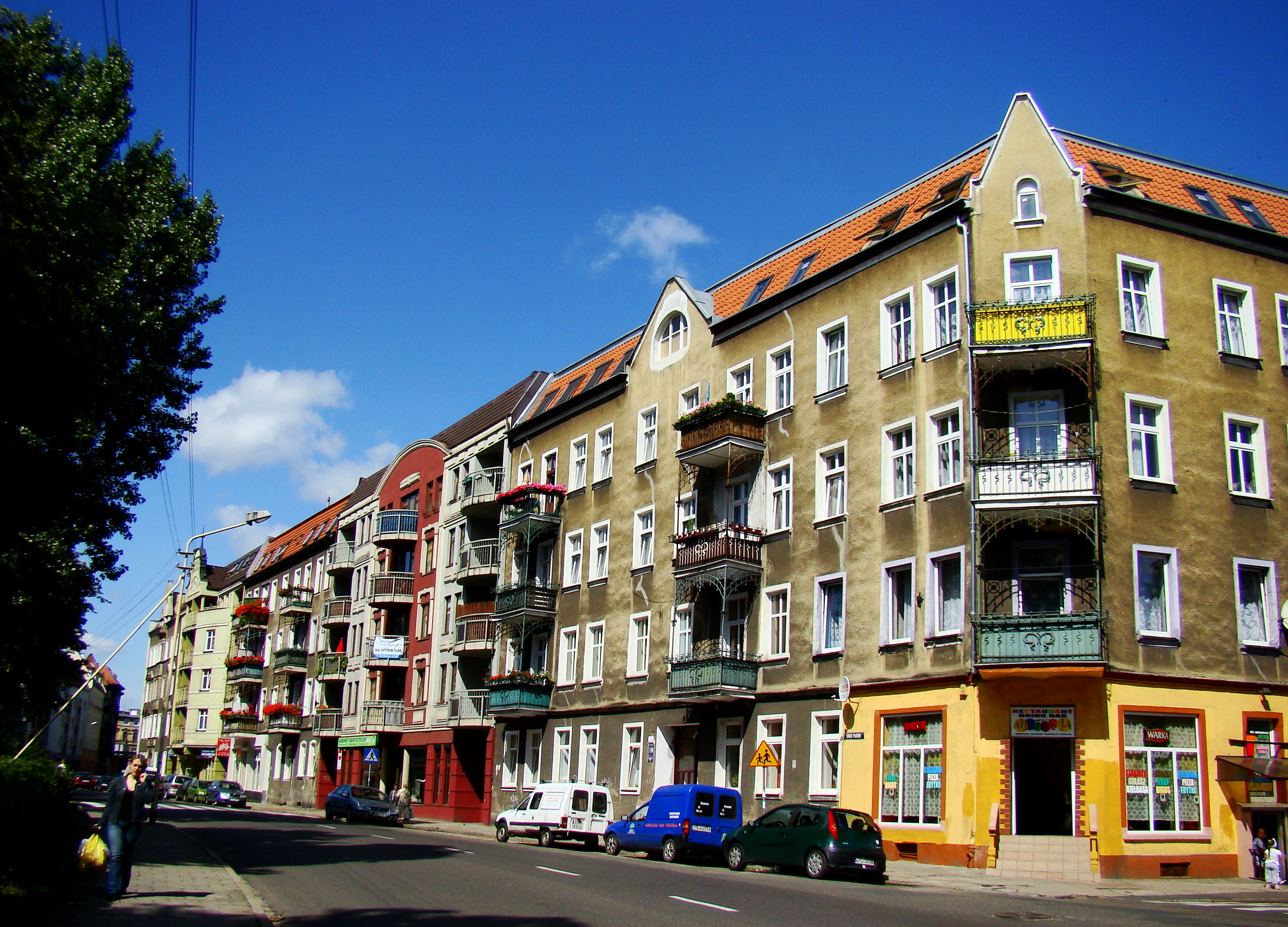
Stadtbild (Aufnahme von 2009)

Im 19. Jahrhundert entwickelte sich Grabow, im Kreis Randow gelegen, zu einer Vorstadt von Stettin mit bedeutender Schiffsbauindustrie (Stettiner Oderwerke). Die Bevölkerungszahl nahm von 1.095 Einwohnern im Jahre 1831 auf 15.784 Einwohner im Jahre 1895 zu. Bis 1847 galt noch die dörfliche Ortsverfassung, dann erhielt Grabow zunächst ein eigenes Ortstatut und 1853 die Stadtrechte nach der preußischen Städteordnung. Grabow bemühte sich seit 1808 um Eingemeindung nach Stettin, die aber von der Stettiner Stadtverordnetenversammlung immer wieder abgelehnt wurde.
Als einzige Zeitung, die jemals in der Stadt Grabow erschien, wurde von Juli bis September 1881 die Grabower Zeitung herausgegeben.
Zum 1. April 1900 wurde die Stadt Grabow nach Stettin eingemeindet, ebenso wie gleichzeitig die Landgemeinden Bredow und Nemitz. Seitdem ist Grabows Geschichte ein Teil der Geschichte der Stadt Stettin.

## Kirche
Grabow gehörte bis 1865 zur Kirchengemeinde der Stettiner Peter-Paulskirche, wobei seit 1854 in Grabow eigene Gottesdienste stattfanden. 1865 wurde eine eigene Kirchengemeinde geschaffen, die ihr Zentrum in der später errichteten Friedenskirche fand.

## Persönlichkeiten

### Söhne und Töchter des Ortes
Vor der Eingemeindung nach Stettin
- Carl Barandon (1844–1914), deutscher Marineoffizier, zuletzt Vizeadmiral
- Paul Rowald (1850–1920), deutscher Architekt und preußischer Baubeamter
- Oskar Hagemann (1862–1926), deutscher Tierarzt und Hochschullehrer
- Georg Berndt (1880–1972), deutscher Messtechniker, Physiker und Hochschullehrer
- Wilhelm Schuster (1888–1971), deutscher Germanist, Bibliothekar und Verbandsfunktionär
- Richard Mans (1890–1953), deutscher Augenarzt und Hochschullehrer
- Georg Leistner (1861–unbekannt), deutscher Jurist und Turnfunktionär

### Persönlichkeiten, die im Ort gewirkt haben
- Albert Emil Nüscke (1817–1891), Werftbesitzer in Grabow ab 1845
- Johann Christian Nüscke, Werftbesitzer in Grabow von 1815 bis 1845, Onkel von Albert Emil Nüscke